# Antiblemma extima
Antiblemma extima là một loài bướm đêm trong họ Erebidae.